# Francesco Salviati (arzobispo de Pisa)
Francesco Salviati (Florencia, 1443 - ibid., 26 de abril de 1478) fue un eclesiástico italiano, arzobispo de Pisa, ejecutado por su participación en la conspiración de los Pazzi. 

## Biografía

### Primeros años
Cuarto hijo varón de Bernardo Salviati, su abuelo paterno había sido un destacado personaje en la política de Florencia.  Su madre Elisabetta Borromei provenía de una importante familia de banqueros originaria de San Miniato.
De su infancia y juventud hay escasas noticias.  Se supone que recibió una educación humanística, que le permitió frecuentar el círculo del cardenal Ammannati y después la academia florentina de Marsilio Ficino.

### Carrera eclesiástica
Su cercanía con el cardenal supuso un trampolín en su carrera eclesiástica.  En 1471 era abreviador en la Curia romana y canónigo de York. 
Con el ascenso al papado de Sixto IV, Salviati se vinculó a sus nepotes Girolamo y Pietro Riario.  Tras la muerte de este último en 1474, Salviati estuvo propuesto para sucederle como arzobispo de Florencia, pero por la importancia política del obispado, el signore de Florencia Lorenzo de Médici se opuso a ello, teniendo en cuenta que Salviati era primo por parte de madre de los Pazzi, rivales de los Médici.  Lorenzo puso en su lugar a su cuñado Rinaldo Orsini. 
Pocos meses después murió el arzobispo de Pisa Filippo de Médici.  Sixto IV nombró a Salviati en su lugar, pero nuevamente Lorenzo de Médici se opuso a su toma de posesión de la diócesis, proponiendo para el cargo a su antiguo tutor Gentile de' Becchi, y le prohibió el ingreso en la ciudad durante dos años.   

### La conspiración de los Pazzi
El resentimiento contra los Médici llevó a Salviati a ser uno de los principales instigadores y participantes en la conspiración de los Pazzi, junto con la familia Pazzi, Girolamo Riario, Bernardo Bandini y Giovanni Battista de Montesecco.  El 26 de abril de 1478, mientras se celebraba la misa en la catedral de Santa María del Fiore de Florencia, los conjurados debían asesinar a Lorenzo de Médici y a su hermano Giuliano, mientras Salviati, con un pequeño grupo de hombres, debía tomar el Palazzo della Signoria, matar al gonfaloniero de justicia Cesare Petrucci y alentar a la población a unirse a los conspiradores.  Sin embargo la conjura no tuvo éxito: Giuliano resultó muerto, pero Lorenzo sobrevivió al atentado, Petrucci consiguió rechazar el ataque de Salviati, y la población se declaró abiertamente a favor de los Médici.

### Muerte
La mayoría de los participantes en la conjura fueron linchados por la muchedumbre o ejecutados por las autoridades.  Salviati fue ahorcado ese mismo día en una ventana del Palazzo Vecchio junto con su hermano Jacopo, su sobrino Jacopo Bracciolini y Francesco de' Pazzi.   
Su muerte violenta llevó a Sixto IV a excomulgar a Lorenzo de Médici, a imponer un entredicho sobre la diócesis y a planear una guerra contra Florencia, que tardó dos años en resolverse.